# María Cristina Betancourt
María Cristina Betancourt Ramírez (ur. 15 grudnia 1947 w Hawanie) – kubańska lekkoatletka, specjalistka rzutu dyskiem, trzykrotna wicemistrzyni igrzysk panamerykańskich, dwukrotna olimpijka.

## Kariera sportowa
Zdobyła srebrny medal w rzucie dyskiem na mistrzostwach Ameryki Środkowej i Karaibów w 1969 w Hawanie, przegrywając jedynie ze swą rodaczką Carmen Romero. Srebrne medal w tej konkurencji, zawsze za Romero, zdobywała również na igrzyskach Ameryki Środkowej i Karaibów w 1970 w Panamie i na mistrzostwach Ameryki Środkowej i Karaibów w 1971 w Kingston.
Zdobyła srebrny medal (za Romero, a przed Carol Martin z Kanady) na igrzyskach panamerykańskich w 1971 w Cali. Zdobyła srebrne medale w rzucie dyskiem na mistrzostwach Ameryki Środkowej i Karaibów w 1973 w Maracaibo i na igrzyskach Ameryki Środkowej i Karaibów w 1974 w Santo Domingo. 
Ponownie zdobyła srebrny medal w rzucie dyskiem (za Romero, a przed Kanadyjką Jane Haist) na igrzyskach panamerykańskich w 1975 w Meksyku. Zajęła 7. miejsce w tej konkurencji na igrzyskach olimpijskich w 1976 w Montrealu. Zdobyła srebrny medal na igrzyskach Ameryki Środkowej i Karaibów w 1978 w Medellín.
Po raz trzeci zdobyła srebrny medal w rzucie dyskiem (znowu za Romero, a przed reprezentantką Kanady Carmen Ionesco) na igrzyskach panamerykańskich w 1979 w San Juan. Zajęła 3. miejsce w zawodach pucharu świata w 1979 w Montrealu. Na igrzyskach olimpijskich w 1980 w Moskwie odpadła w kwalifikacjach rzutu dyskiem. Zwyciężyła w tej konkurencji na mistrzostwach Ameryki Środkowej i Karaibów w 1981 w Santo Domingo i na igrzyskach Ameryki Środkowej i Karaibów w 1982 w Hawanie (wyprzedzając oba razy Romero).
Zwyciężyła w rzucie dyskiem na igrzyskach panamerykańskich w 1983 w Caracas, lecz następnie została pozbawiona medalu i zdyskwalifikowana z powodu dopingu.
Rekord życiowy Maríi Cristiny Betancourt w rzucie dyskiem wynosi 66,54 m, ustanowiony 13 lutego 1981 w Hawanie.